# Сирбу Сергій Михайлович
Сергій Михайлович Сирбу (рум. Sergiu Sîrbu; нар. 15 вересня 1960, Кишинів, Молдавська РСР) — радянський та молдовський футболіст та тренер, виступав на позиції захисника та півзахисника.

## Клубна кар'єра
Вихованець кишинівської «Молдови», перший тренер — С. Корнілов. Дорослу футбольну кар'єру розпочав 1977 року в друголіговій «Сперанці» (Дрокія). потім виступав у клубах «Автомобіліст» (Тирасполь), «Ністру» (Кишинів), СКА (Одеса), «Колос» (Нікополь), «Торентул» (Кишинів) та «Сперанца» (Ніспорени). Футбольну кар'єру завершив 1998 року в складі «Стімолду-МІФ» (Кишинів).

## Кар'єра в збірній
У футболці національної Молдови дебютував 2 липня 1991 року в програному (2:4) товариському поєдинку проти збірної Грузії (дебютний матч Молдови на міжнродному рівні). Той матч так і залишився для Сергія єдиним за національну команду.

## Кар'єра тренера
По завершенні кар'єри гравця розпочав тренерську діяльність. З 1992 по жовтень 1993 року, а також у жовтні 2003 року працював головним тренером кишинівського «Зімбру». Влітку 2012 року виконував обов'язки головного тренера «Зімбру». У кишиневському «Торентулі» поєднував обов'язки гравця та тренера. Також очолював клуби «Іскра-Сталь» та «Рапід» (Гідігіч). У 2014 році виїхав на постійне проживання у США.

## Досягнення

### Як гравця
«Ністру» (Кишинів)
- Друга ліга СРСР
  -  Чемпіон (1): 1988 (Фінал А)
  -  Срібний призер (1): 1987 (Фінал В)

### Як тренера
«Зімбру» (Кишинів)
- Національний дивізіон Молдови
  -  Чемпіон (3): 1992, 1992/93, 1993/94